# Plaza del Ave María

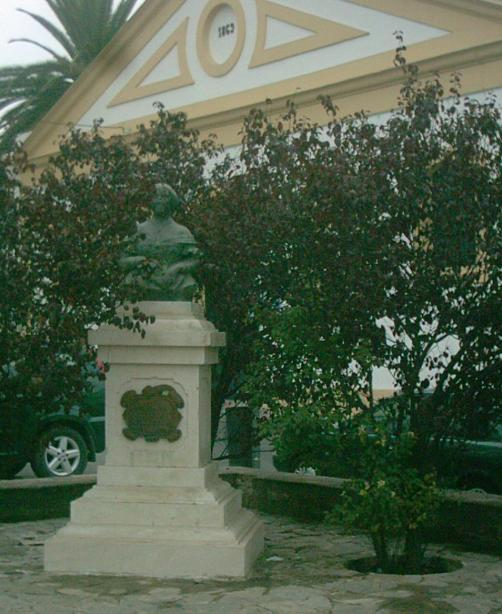
Estatua de Fernán Caballero

La plaza del Ave María es una plaza de finales del siglo XIX situada en el El Puerto de Santa María.
Anteriormente llamada plaza de San Francisco, por su cercanía al convento homónimo. En la plaza está el Colegio de San Luis Gonzaga, destacado edificio inaugurado en el mismo año de construcción de la plaza, 1895, cuya fachada principal está ocupada actualmente por dependencias culturales oficiales, aunque el famoso colegio (en él estudiaron, entre otros, Juan Ramón Jiménez, Rafael Alberti o Fernando Villalón) continúa existiendo con otra entrada. También se pueden encontrar bodegas del siglo XIX, testimonio de la importancia de la industria vitivinícola portuense. 
En esta plaza ajardinada, remodelada en los años ochenta del siglo XX, existe un pequeño monumento a la escritora romántica vinculada a esta ciudad andaluza, Fernán Caballero.
- Datos: Q9061001